# Jouko Suomalainen
Jouko Suomalainen (8 aprile 1949) è un ex calciatore finlandese, di ruolo centrocampista.

## Carriera

### Nazionale
Suomalainen conta 53 presenze e 2 reti per la Finlandia, oltre a 2 presenze con l'Under-21.

## Palmarès

### Individuali
- Calciatore finlandese dell'anno: 1

1973 (sia per la Suomen Palloliitto che per i giornalisti sportivi)